# 康庄镇 (北京市)
康庄镇是中国北京市延庆区下辖的一个镇，镇内坐落八达岭西长城，西部、南部与河北省怀来县接壤。

## 行政区划
康庄镇下辖1个社区、31个村委会：
康庄镇社区、榆林堡村、一街村、二街村、三街村、四街村、刁千营村、马坊村、西桑园村、西红寺村、郭家堡村、小北堡村、大丰营村、大营村、火烧营村、太平庄村、张老营村、许家营村、马营村、苗家堡村、刘浩营村、屯军营村、小曹营村、大王庄村、北曹营村、南曹营村、小王庄村、小丰营村、东红寺村、王家堡村、东官坊村和大路村。

## 交通
- 京包铁路、北京市郊铁路S2线、康延铁路：康庄站

## 旅游景区
- 野鸭湖国家湿地公园
- 康西草原